# Meligethes morosus
Meligethes morosus är en skalbaggsart som beskrevs av Wilhelm Ferdinand Erichson 1845. Meligethes morosus ingår i släktet Meligethes, och familjen glansbaggar. Arten är reproducerande i Sverige.